# Federación Nacional de Asociaciones Femeninas
Federación Nacional de Asociaciones Femeninas var en kubansk kvinnoorganisation, aktiv mellan 1923 och 1959. Det var en paraplyorganisation för Kubas kvinnoföreningar. Den organiserade kongresser för de kvinnoföreningar som ingick i Kubas kvinnorörelse; kongresserna kallades Congreso Nacional de Mujeres de Cuba.
År 1923 bildade Club Femenino de Cuba tillsammans med Kubas övriga fem ledande kvinnoorganisationer paraplyorganisationen Federación Nacional de Asociaciones Femeninas. Denna organisation anordnade samma år Kubas första nationella kvinnokongress, Congreso Nacional de Mujeres de Cuba, dit samtliga öns kvinnoföreningar inbjöds. Kongressens ordförande Pilar Morlon y Menéndez var medlem av Club Femenino de Cuba. Många frågor togs upp under kongressen, allt från försköningen av Havanna till kvinnors deltagande i regeringen. 
En andra kongress hölls 1925 efter ett löfte om kvinnlig rösträtt från president Gerardo Machado. När han återtog sitt löfte organiserade Club Femenino de Cubas Hortensia Lamar en oppositionsgrupp mot Machado, förenade sig med studenter och arbetare i demonstrationer, och mötte USA:s ambassadör Sumner Welles för att avsätta Machado. President Ramón Grau San Martín införde kvinnlig rösträtt 1934, även om denna inte skrevs in i konstitutionen förrän 1940. 